# Markiz Reading

## Informacje ogólne
- Dodatkowymi tytułami markiza Reading są:
  - hrabia Reading
  - wicehrabia Reading
  - wicehrabia Erleigh
  - baron Reading
- Najstarszy syn markiza Reading nosi tytuł wicehrabiego Erleigh
- Rodową siedzibą markizów Reading jest Jaynes Court w hrabstwie Gloucestershire

Markizowie Reading 1. kreacji (parostwo Zjednoczonego Królestwa)
- 1926–1935: Rufus Daniel Isaacs, 1. markiz Reading
- 1935–1960: Gerald Rufus Isaacs, 2. markiz Reading
- 1960–1980: Michael Alfred Rufus Isaacs, 3. markiz Reading
- 1980 -: Simon Charles Henry Rufus Isaacs, 4. markiz Reading

Najstarszy syn 4. markiza Reading: Julian Michael Rufus Isaacs, wicehrabia Erleigh